# 兵庫県立神崎高等学校
兵庫県立神崎高等学校（ひょうごけんりつ かんざきこうとうがっこう）は、兵庫県神崎郡神河町にある公立の高等学校である。

## 概要
兵庫県立福崎高等学校粟賀分校、定時制として開校した。
一部の科目で1時限30分授業を行っている（2008年度より短縮授業の場合を除き50分授業となった）ほか、文部科学省より長期宿泊体験推進校の指定を受け夏休みなどで宿泊学習をおこなっていた。
「地元に普通科高校を」という地域の要望を受け、定時制被服科から全日制普通科となり、地域密着型の高校だったが、交通事情がよくなり都市部の学生が増えた1990年代末ごろから荒れ始め、一時は志願者が激減する事態となった。2003年に新校長のもと、改革が始まり、「ディスカバリーハイスクール」を提唱し、30分授業、幼稚園・保育所を訪問しての授業、地域交流等で教育困難校からの再生を果たした。

## 沿革
- 1948年（昭和23年）11月1日 兵庫県立福崎高等学校粟賀分校（定時制課程）として創立
- 1949年（昭和24年）4月13日 兵庫県立福崎高等学校粟賀分校開校、当初は昼間定時制被服科1学級設置（被服科1）
- 1963年（昭和38年）4月1日 被服科1学級増（被服科2）
- 1965年（昭和40年）4月1日 全日制課程に転換
- 1975年（昭和50年）4月1日 普通科1学級設置（普通科1被服科2）
- 1977年（昭和52年）4月1日 兵庫県立神崎高等学校として独立、普通科1学級増、被服科募集停止（普通科2）
- 1979年（昭和54年）4月1日 普通科1学級増（普通科3）
- 1983年（昭和58年）4月1日 普通科1学級増（普通科4）
- 2001年（平成13年）4月1日 普通科1学級減（普通科3）
- 2003年（平成15年）4月1日 普通科1学級減（普通科2）

## 教育方針
- ディスカバリーアワーを活用し、夢を発見させ、進路意識を高める。
- ディスカバリーアワーを通して社会に通じる職業意識を育てる。
- 「一人一資格」への挑戦を推奨することにより、進路目標の達成を図る。
- 30分授業（現在は廃止）や少人数クラス編成及びT.Tを通じて基礎学力の定着と向上を図る。

（ディスカバリーアワー：学校設定の選択科目）

## 有名人卒業生
- ヒカル (YouTuber)
- 名人(YouTuber)